# 君に
「君に」（きみに）は、松山千春が2000年4月29日にリリースした47枚目のシングルである。

## 解説
表題曲「君に」は、フジテレビ系ヒューマン・ドラマスペシャル『最後のストライク〜炎のストッパー津田恒美・愛と死を見つめた直球人生〜』の主題歌として使用された。

## 収録曲
| 全作詞・作曲: 松山千春、全編曲: 夏目一朗。 |                                |          |            |      |
| #                                          | タイトル                       | 作詞     | 作曲・編曲 | 時間 |
| 1.                                         | 「君に」                       | 松山千春 | 松山千春   | 5:34 |
| 2.                                         | 「soupir (ため息)」            | 松山千春 | 松山千春   | 4:10 |
| 3.                                         | 「君に」(オリジナル・カラオケ) | 松山千春 | 松山千春   | 5:34 |
| 合計時間:                                  | 合計時間:                      | 15:18    |            |      |